# Ґоле (Мазовецьке воєводство)
Ґоле (пол. Gole) — село в Польщі, у гміні Баранув Ґродзиського повіту Мазовецького воєводства.
Населення — 180 осіб (2011).
У 1975-1998 роках село належало до Скерневицького воєводства.

## Демографія
Демографічна структура станом на 31 березня 2011 року:
|          | Загалом | Допрацездатний вік | Працездатний вік | Постпрацездатний вік |
| -------- | ------- | ------------------ | ---------------- | -------------------- |
| Чоловіки | 104     | 23                 | 70               | 11                   |
| Жінки    | 76      | 18                 | 45               | 13                   |
| Разом    | 180     | 41                 | 115              | 24                   |